# Elecciones federales de Suiza de 1983
Las elecciones federales de Suiza fueron realizadas el 23 de octubre de 1983. El Partido Radical Democrático Suizo se convirtió en el partido más grande del Consejo Nacional, obteniendo 54 de los 200 escaños. Fue la primera vez desde 1925 en la que el Partido Socialista Suizo no recibió la mayor cantidad de votos en una elección federal.

## Resultados

### Consejo Nacional
| Partido                                 | Votos     | %    | Escaños | +/–   |
| --------------------------------------- | --------- | ---- | ------- | ----- |
| Partido Radical Democrático Suizo       | 457 283   | 23.3 | 54      | +3    |
| Partido Socialista Suizo                | 447 634   | 22.8 | 47      | –4    |
| Partido Demócrata Cristiano             | 396 281   | 20.2 | 42      | –2    |
| Unión Democrática de Centro             | 217 166   | 11.1 | 23      | 0     |
| Alianza de los Independientes           | 78 292    | 4.0  | 8       | 0     |
| Acción Nacional                         | 57 592    | 2.9  | 4       | +2    |
| Partido Liberal                         | 55 326    | 2.8  | 8       | 0     |
| Organizaciones Progresistas Suizas      | 43 694    | 2.2  | 3       | +1    |
| Partido Popular Evangélico de Suiza     | 40 837    | 2.1  | 3       | 0     |
| Los Verdes                              | 37 079    | 1.9  | 3       | +2    |
| Feministas y Grupos Alternativos Verdes | 20 063    | 1.0  | 0       | 0     |
| Partido Suizo del Trabajo               | 17 488    | 0.9  | 1       | –2    |
| Movimiento Republicano                  | 10 148    | 0.5  | 1       | 0     |
| Partido Socialista Autónomo             | 9962      | 0.5  | 1       | 0     |
| Partido Social-Cristiano Independiente  | 7808      | 0.4  | 0       | Nuevo |
| Unión Democrática Federal               | 7590      | 0.4  | 0       | 0     |
| Otros partidos                          | 55 599    | 2.8  | 2       | –     |
| Votos en blanco/nulos                   | 30 118    | –    | –       | –     |
| Total                                   | 1 989 960 | 100  | 200     | 0     |
| Participación electoral                 | 4 068 940 | 48.9 | –       | –     |
| Fuente: Nohlen & Stöver                 |           |      |         |       |

### Consejo de los Estados
| Partido                           | Escaños | +/– |
| --------------------------------- | ------- | --- |
| Partido Demócrata Cristiano       | 18      | 0   |
| Partido Radical Democrático Suizo | 14      | +3  |
| Partido Socialista Suizo          | 6       | –3  |
| Unión Democrática de Centro       | 5       | 0   |
| Partido Liberal                   | 3       | 0   |
| Alianza de los Independientes     | 0       | 0   |
| Total                             | 46      | 0   |
| Fuente: Nohlen & Stöver           |         |     |